# Dilszod Nazarow
Dilszod Dżamoliddinowicz Nazarow (tadż. Дилшод Ҷамолиддинович Назаров; ur. 6 maja 1982 w Duszanbe) – tadżycki lekkoatleta, młociarz.

## Osiągnięcia
- złoty medal igrzysk olimpijskich w Rio de Janeiro (2016)
- 1 medal mistrzostw świata:
  - Pekin 2015 – srebro
- 6 medali mistrzostw Azji:
  - Manila 2003 – brąz
  - Inczon 2005 – srebro
  - Amman 2007 – srebro
  - Guangdong 2009 – złoto
  - Pune 2013 – złoto (złoty medal odebrany z powodu zażywania dopingu)
  - Wuhan 2015 – złoto
  - Bhubaneswar 2017 – złoto
- złoty medal igrzysk azjatyckich (Doha 2006), był to pierwszy złoty medal wywalczony przez reprezentanta Tadżykistanu w historii igrzysk azjatyckich[1]
- 11. miejsce podczas mistrzostw świata (Berlin 2009)
- złoto igrzysk azjatyckich (Kanton 2010)
- 10. lokata na mistrzostwach świata (Daegu 2011)
- złoty medal igrzysk azjatyckich (Inczon 2014)
- 7. lokata na mistrzostwach świata (Londyn 2017)
- srebrny medal igrzysk azjatyckich (Dżakarta 2018)
- wielokrotny mistrz kraju

Nazarow czterokrotnie reprezentował swój kraj na igrzyskach olimpijskich, w 2004 podczas igrzysk w Atenach spalił wszystkie 3 próby w eliminacjach nie awansując do finału. Cztery lata później w Pekinie uplasował się na 11. pozycji. W 2012 zajął 10. lokatę podczas igrzysk w Londynie (tutejszy wynik później anulowano ze względu na stosowanie dopingu), a cztery lata później w Rio de Janeiro został mistrzem olimpijskim.
Oprócz kariery zawodniczej jest także prezydentem Tadżyckiego Związku Lekkoatletycznego.

## Rekordy życiowe
- Rzut młotem – 80,62 m (2014)